# Kleiner Belgerkopf
Der Kleine Belgerkopf ist ein etwa 490 m ü. NHN hoher Südausläufer des Großen Belgerkopfs (499,9 m) in der Söhre (Teilgebiet Stiftswald Kaufungen) im Gemeindegebiet von Helsa im nordhessischen Landkreis Kassel.

## Geographie

### Lage
Der Kleine Belgerkopf erhebt sich im Geo-Naturpark Frau-Holle-Land (Werratal.Meißner.Kaufunger Wald) innerhalb des bewaldeten Stiftswald Kaufungen. Sein Gipfel liegt rund 4,4 km südwestlich des Kernorts von Helsa, 2,6 km westnordwestlich von dessen Ortsteil Eschenstruth und etwa 4,6 km südlich von Oberkaufungen, dem Kernort von Kaufungen. Zwischen dem Gipfel des Kleinen und Großen Belgerkopf liegen etwa 1000 m Entfernung (jeweils Luftlinie).

### Naturräumliche Zuordnung
Der Kleine Belgerkopf gehört in der naturräumlichen Haupteinheitengruppe Osthessisches Bergland (Nr. 35), in der Haupteinheit Fulda-Werra-Bergland (357) und in der Untereinheit Kaufunger Wald und Söhre (357.7) zum Naturraum Söhre (357.70).

### Fließgewässer
Auf der gemeinsamen Ostflanke von Kleinem und Großem Belgerkopf entspringt mit dem Steinbach ein Zufluss der Losse. Auf der gemeinsamen Westflanke liegt die Quelle des Wahlebachs (Fahrenbach), einem Zufluss der Fulda.

## Erschließung
Zu erreichen ist der Kleine Belgerkopf nur auf Wanderwegen, zum Beispiel auf dem über die Gipfelregion verlaufenden Eder-Gelster-Weg, der die Eder im Westen und die Gelster im Osten miteinander verbindet.